# Agnese di Dio
Agnese di Dio (Agnes of God) è un film del 1985 diretto da Norman Jewison, tratto dall'omonimo dramma teatrale di John Pielmeier.

## Trama
Il film è ambientato in Canada, tra Montreal e un convento di suore nei suoi pressi. Suor Agnese urla nella notte: ha trovato il cadavere di un neonato in un recipiente per la carta straccia. Pare evidente che il bimbo sia suo e che lo abbia ucciso, strangolandolo con il cordone ombelicale. La dottoressa Martha Livingstone viene incaricata di effettuare una perizia che stabilisca se la suora era in grado di intendere e di volere al momento dell'omicidio. Martha però non è sicura che ad uccidere il bimbo sia stata Agnese, mentre madre Miriam tende ad attribuire tanto il concepimento quanto la morte del piccolo alla pura volontà divina. Moderna psichiatria e fede nei miracoli finiscono per scontrarsi.

## Riconoscimenti
1986 - Premio Oscar
- Candidatura Migliore attrice protagonista a Anne Bancroft
- Candidatura Migliore attrice non protagonista a Meg Tilly
- Candidatura Migliore colonna sonora a Georges Delerue

1986 - Golden Globe
- Migliore attrice non protagonista a Meg Tilly
- Candidatura Migliore attrice in un film drammatico a Anne Bancroft